# Бездјеков под Тремшином
Бездјеков под Тремшином (чеш. Bezděkov pod Třemšínem) је насељено мјесто са административним статусом сеоске општине (чеш. obec) у округу Прибрам, у Средњочешком крају, Чешка Република.

## Становништво
Према подацима о броју становника из 2014. године насеље је имало 143 становника.